# 巨爵座
巨爵座是南天小星座，拉丁语原名源自希腊语，指用来倒葡萄酒的杯子。巨爵座隶属二世纪天文学家克劳狄乌斯·托勒密排列的48星座，代表的杯子与天神阿波罗有关，放在长蛇座代表的水蛇后背。
巨爵座没有恒星亮度高于三等星，最亮的翼宿七和翼宿一分别是3.56与4.07视星等，都是老化橙巨星，温度低于太阳但体积更大。巨爵座β是白巨星和白矮星组成的联星系。七个恒星系内发现系外行星。巨爵座还有巨爵座2矮星系与NGC 3981等少量知名星系，以及著名类星体RX J1131。

## 神话

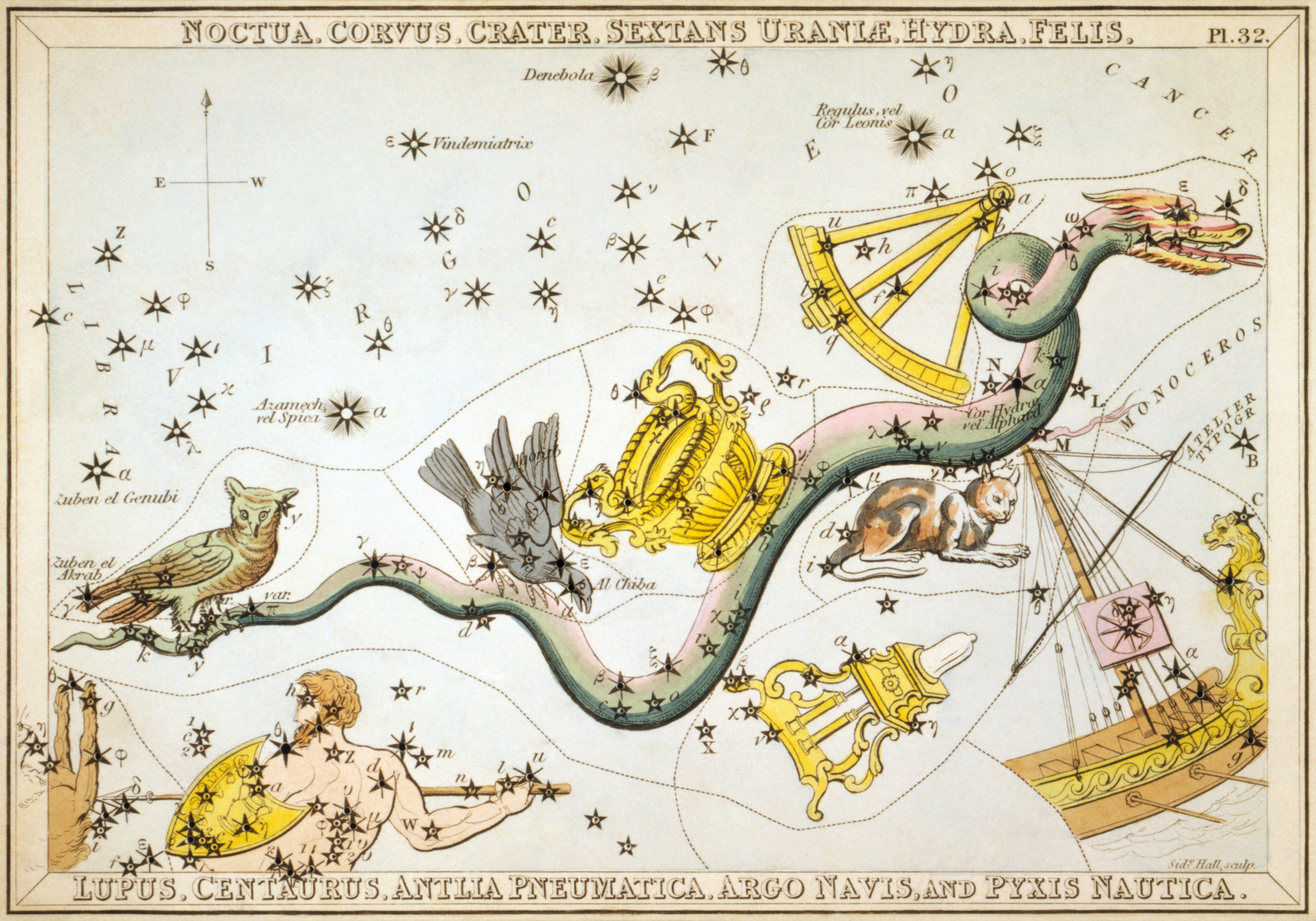
1825年星图卡片《乌拉尼亚之镜》，贯穿左右最显眼的是长蛇座，巨爵座是蛇背中间金色且两边都有把手的杯子

据公元前至少1100年的巴比伦星表记载，今巨爵座范围恒星可能同乌鸦座恒星一起组成巴比伦人的乌鸦座。英国科学家约翰·罗杰斯（John H. Rogers）认为，巨爵座附近的长蛇座在古巴伦规范星表《纲要》代表冥界之神宁吉兹济达（𒀭𒊩𒌆𒄑𒍣𒁕）。他推断长蛇座旁边的巨爵座与乌鸦座都是死亡的象征，代表冥界之门。密特拉教的符号和标志里也有巨爵座与乌鸦座，估计该教源于中东，后传入古希腊和罗马。
据希腊神话所述，阿波罗派手下乌鸦去取水，但乌鸦在路上发现无花果后等待果实成熟再吃掉，因此延误行程。乌鸦用杯取水后顺便带回水蛇，谎称是水蛇喝掉水导致延误。阿波罗看出乌鸦的欺骗，愤怒之下把杯子、蛇和乌鸦都朝天上一扔。三者都变成天上星座，所在位置正好确保乌鸦没法儿从杯里喝水，以此警告不要得罪神明。
菲拉尔克斯对巨爵座起源提出不同说法，据称特洛伊附近城池伊莱莎（Eleusa）瘟疫肆虐，统治者德米芬（Demiphon）得到谕示每年需献祭少女一名。德米芬宣布抽签决定献祭人选，但没有把自家女儿的名字列入。贵族马修斯修斯拒绝接受，结果女儿被德米芬献祭。马修斯修斯事后杀害德米芬的女儿，把血混入葡萄酒装在杯里让德米芬饮用。东窗事发后德米芬下令把马修斯修斯和杯子扔进大海，巨爵座便代表杯子。

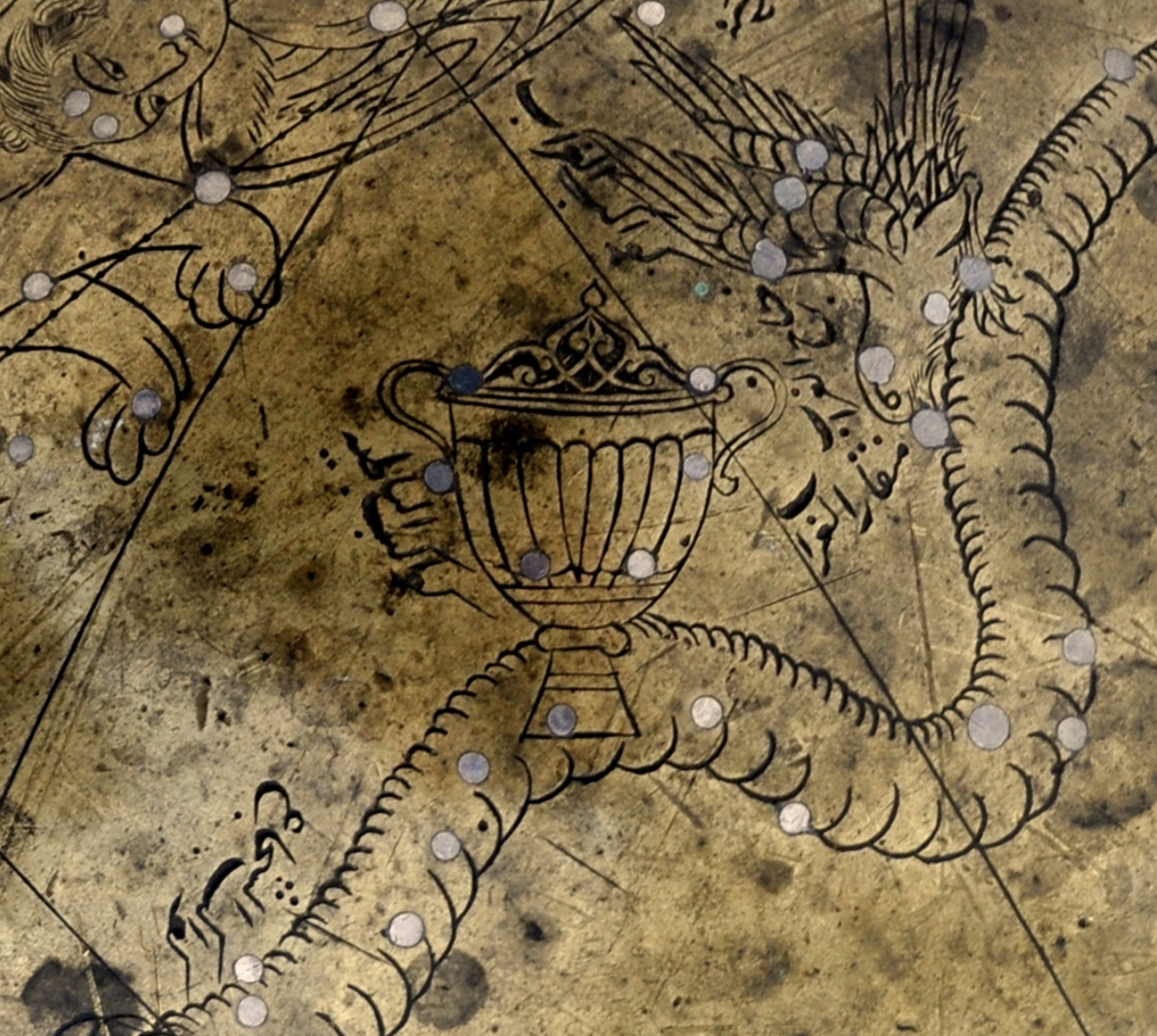
1632至1633年馬什哈德出产的玛努切赫尔地球仪上所印巨爵座，瑞典阿迪尔诺收藏

巨爵座恒星在中国古代天文学属南方朱雀，与长蛇座部分恒星组成朱雀的翅膀翼宿，代表第27个月宫。翼宿还代表英勇的弓箭手，弓由长蛇座恒星组成。社會群島居民把巨爵座称为“Moana-'ohu-noa-'ei-ha'a-moe-hara”，意为“洗去罪孽的海洋漩涡”。

## 简介
巨爵座覆盖282.4平方度夜空，占0.685%，在88个现代星座排第53，北挨狮子座与室女座、东临乌鸦座、南面和西侧是长蛇座，西北靠六分仪座。1922年，國際天文聯會确定以三字母缩写代指巨爵座。比利时天文学家尤金·德爾波特1930年正式划分星座边界，巨爵座呈六条边组成的多边形（见文首信息框）。星座在赤道坐標系統的赤经位于10h 51m 14s到11h 56m 24s范围，赤纬在−6.66°至−25.20°之间。星座位于南天球，只能在北緯65度線以南观察。

## 显著特点

### 恒星

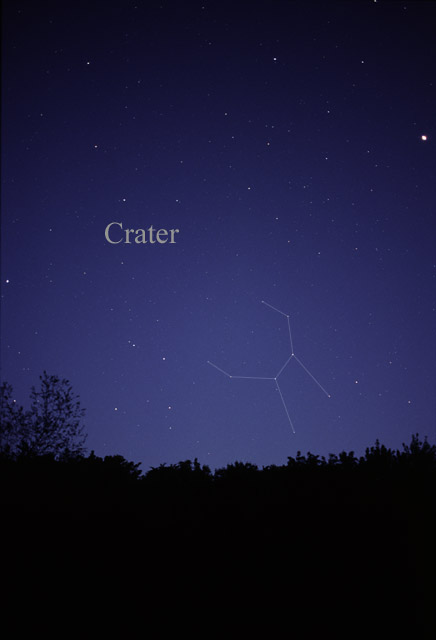
巨爵座可用肉眼观测

德国天体制图师約翰·拜耳用希腊字母Α到Λ为星座大部分明亮恒星命名。约翰·波德为部分恒星编号，但后世留用的只有巨爵座ψ。約翰·佛蘭斯蒂德用佛蘭斯蒂德命名法为31颗巨爵座及附近的长蛇座恒星编号组成巨爵长蛇座，大部分恒星属长蛇座范围。巨爵座最亮的翼宿七、翼宿一和翼宿二组成三角形，位于长蛇座亮星翼宿五附近。巨爵座共有33颗恒星亮度不低于6.5视星等。
3.56视星等的翼宿七是巨爵座最亮恒星，离地163±4光年，是光谱等级K0III的橙巨星，有1.0至1.4倍太阳质量。该星年代久远，已经冷却并膨胀到22.44±0.28倍太阳半径，但辐射量达171.4±9.0倍太陽光度，外层有效溫度4408±57开尔文。翼宿一又称“阿尔克斯”（Alkes），意指“杯子”，代表巨爵座杯底，是4.07视星等的橙色星体，距地球141±2光年。估计该星质量为太阳1.75±0.24倍，已经耗尽核心的氢并膨胀到13.2±0.55太阳直径，光度69倍，有效温度约4600开尔文。
4.5视星等的巨爵座β是联星系，由光谱等级分别是A1III和DA1.4的白巨星与白矮星组成，距太阳296±8光年。联星系中的白矮星远比主恒星小，即便用哈勃空间望远镜也无法分开观测。翼宿二是雙星，可用小型业余望远镜分辨。其中主星是光谱等级A7V的白主序星，估计有1.81倍太阳质量，从星只有9.6视星等和75%太阳质量，很可能是橙矮星，两星相互围绕旋转的轨道周期至少有1150年。双星距太阳85.6±0.8光年。
翼宿十与翼宿三代表杯子边缘，其中翼宿十是巨爵座肉眼可见的最大恒星，已演化成光谱等级K5 III的K型巨星，质量和太阳差不多但已膨胀到44.7倍太阳半径，光度更达391倍，与太阳相距366±8光年。翼宿三也是联星系，距太阳326±9光年。4.95视星等的主星已演化到巨星阶段，光谱等级G8 III，是利用核心氦聚变产生能量的紅群聚星，已膨胀到13倍太阳半径，光度157倍。从星亮度7.84视星等。科学家确认翼宿三属天狼星超星系团，或许还属大熊座移動星群，该星群包含的恒星可能源自同一疏散星团，太空走向类似。
变星是业余天文学家的热门观测目标，他们的观察对人类理解恒星行为贡献很大。翼宿一附近的红色星体巨爵座R是SRB类半規則變星，光谱等级M7，亮度以160天周期在9.8到11.2视星等范围变化，距太阳770±40光年。巨爵座TT是激變變星，由接近太阳质量的白矮星和光谱等级K5V的橙矮星组成联星系，两星距离很近，以6小时26分的轨道周期围绕彼此旋转。白矮星从伴星吸收物质，由此形成的吸积盘按周期增亮并爆发。变星沉寂时只有15.9视星等，爆发时增至12.7视星等。巨爵座SZ是8.5视星等的天龍座BY型变星，距太阳42.9±1.0光年，还是大熊座移動星群成员。

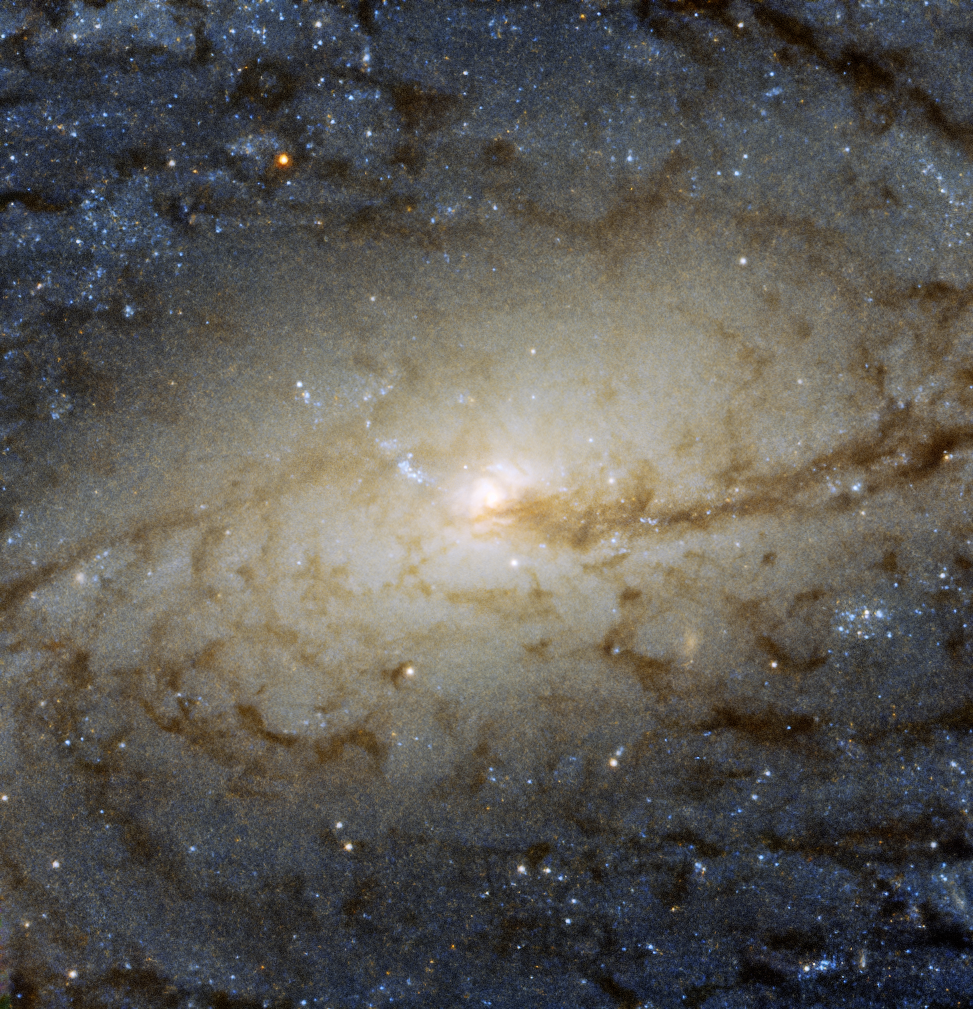
NGC 3887棒旋星系

HD 98800又称巨爵座TV，是约有七百到一千万年历史的恒星系，由分成两组距离很近的四颗恒星组成。其中一组有尘埃和气体组成的岩屑盤环绕两星运转，岩屑盘距两星约三到五天文單位，人类曾以为是原行星盤。。DENIS-P J1058.7−1548是质量不足太阳5.5%的棕矮星，1700至2000开尔文的表面温度已经低到足以形成云层。该星的亮度变化可用肉眼识别，红外光谱显示星体表面覆有大气云层。
HD 96167是1.31±0.09倍太阳质量的恒星，距太阳279±1光年。星体核心的氢很可能已经耗尽并开始膨胀和冷却，目前是1.86±0.07倍太阳直径的黄次巨星，光度是太阳3.4±0.2倍。分析星体径向速度后科学家推断该星有质量下限为木星68%的行星，公转周期498.9±1.0天。行星軌道離心率很高，轨道间隔在0.38至2.22天文单位范围变化。。HD 98649是光谱等级G4V的黄主序星，质量和直径与太阳基本相同但光度只有八成六。2012年科学家用径向速度法发现该星伴有至少六倍木星质量的行星，而且行星公转周期很长，达4951+607
−465天。计算结果表明该行星轨道离心率很高，最远时离恒星有10.6天文单位，有望未来直接成像。BD−10°3166是富含金属的橙主序星，光谱等级K3.0V，距太阳268±10光年。该星拥有質量下限为木星48%的熱木星类行星，轨道周期仅3.49天。WASP-34是光谱等级G5V的類太陽恆星，质量为太阳1.01±0.07倍，直径0.93±0.12倍，距太阳432±3光年。该星拥有0.59±0.01倍木星质量的行星，轨道周期只有4.317天。

### 深空天体

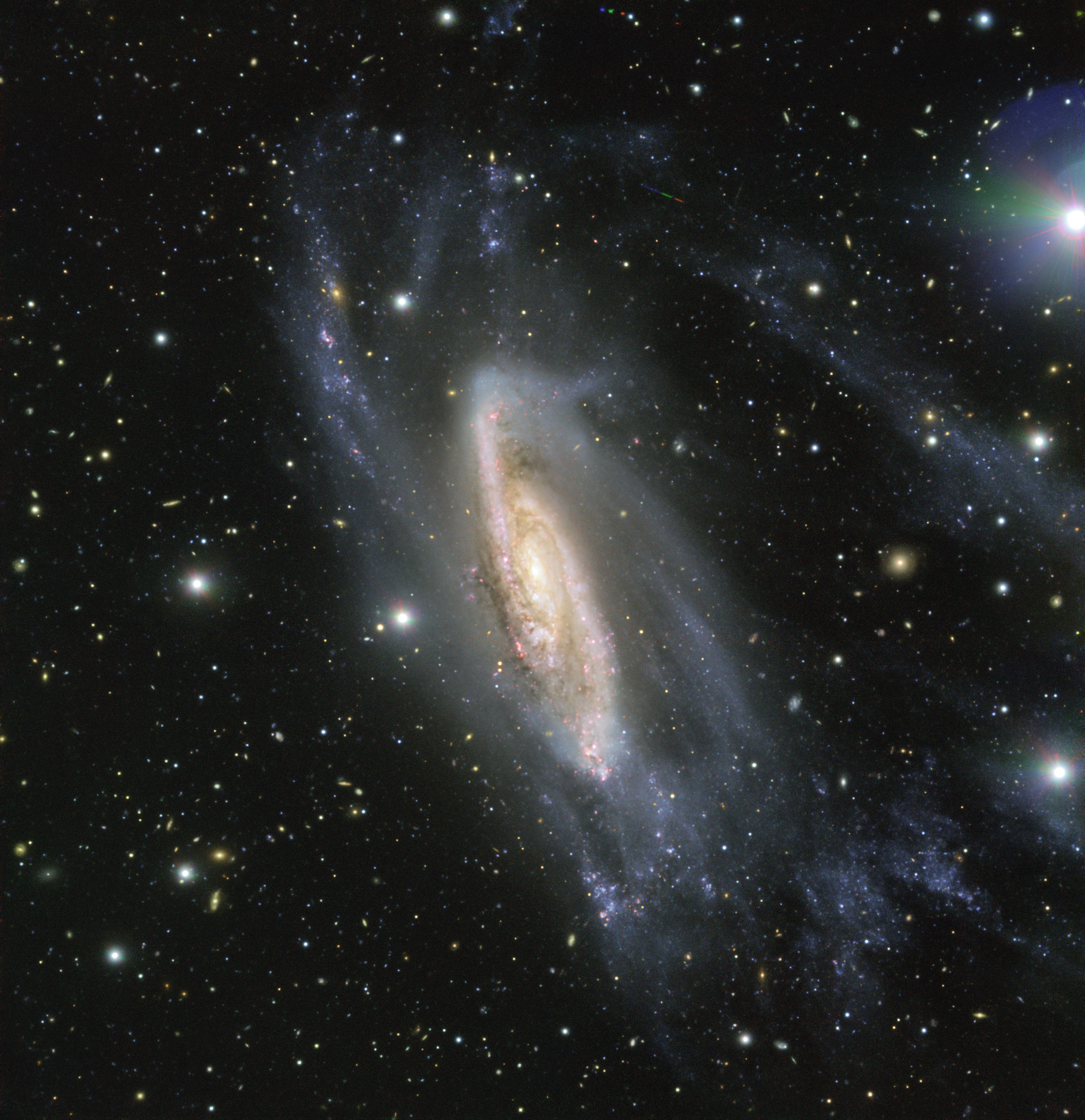
NGC 3981

巨爵座2矮星系是银河系的衛星星系，距太阳约38万光年。NGC 3511是靠近星座边缘的螺旋星系，位于巨爵座β以西两度，亮度只有11视星等。NGC 3513是与NGC 3511相隔11弧分的棒旋星系。NGC 3981也是螺旋星系，有两条很宽但相互干扰的螺旋臂，NGC 3981是NGC 4038星系群成员，与NGC 3672、NGC 3887等45个星系组成室女超星系团的巨爵座星云。
RX J1131是距太阳约60亿光年的类星体，人类首次直接测量的旋转黑洞就在类星体中间。GRB 011211是人类2001年12月11日发现的伽玛射线暴，共持续270秒，刷新X射线天文学BeppoSAX卫星所测伽玛射线暴时长纪录。2003年3月23日发现的GRB 030323持续26秒。

### 流星雨
翼宿六流星雨较为黯淡，在1月11至22日出现，16至17日达到顶峰。